# Colobothea musiva
Colobothea musiva är en skalbaggsart som först beskrevs av Ernst Friedrich Germar 1824.  Colobothea musiva ingår i släktet Colobothea och familjen långhorningar.
Artens utbredningsområde är Paraguay. Inga underarter finns listade i Catalogue of Life.